# 北上製紙
北上製紙株式会社（きたかみせいし、英文社名 KITAKAMI PAPER CO,Ltd ）は、岩手県一関市に本社を置いていた、日本製紙グループの製紙業者である。
段ボール原紙、新聞用紙、紙ひも、酸化触媒（脱臭剤）などを生産していた。
2018年1月16日、将来にわたり損益の改善、安定した黒字化は困難とし、同年7月までに事業から撤退することを発表した。

## 事業所
- 本社・一関工場
  - 岩手県一関市旭町10-1
- 東台工場
  - 岩手県一関市東台14-9
- 東京事務所
  - 東京都中央区八重洲1丁目5-10

## 沿革
- 1948年（昭和23年）1月15日 - 会社設立。
- 1948年（昭和23年）11月 - 一関工場操業開始。
- 1997年（平成9年）4月 - 東台工場操業開始。
- 2018年（平成30年）7月 - 全ての事業を終了。
- 2020年（令和2年）10月6日 - 清算が結了し、法人格消滅。